# Stylianos Pattakos
Stylianos „Stelios“ Pattakos (griechisch Στυλιανός «Στέλιος» Παττακός, alternative Transkription Stylianos Patakos; * 8. November 1912 in Agia Paraskevi, Provinz Rethymno, Kreta; † 8. Oktober 2016 in Athen) war ein griechischer Militär und Politiker. Er zählte neben Georgios Papadopoulos und Nikolaos Makarezos zu den drei führenden Köpfen (Obristen) des Militärputsches gegen die Regierung Panagiotis Kanellopoulos am 21. April 1967, mit dem die Griechische Militärdiktatur begann.

## Lebenslauf

### Ausbildung
Pattakos erhielt seine Offiziersausbildung an der Scholi Evelpidon in Athen, der griechischen Offiziersakademie. Er schloss seine Offiziersausbildung 1937 ab. Als Offizier nahm er an den Kämpfen der griechischen Armee im Zweiten Weltkrieg von Oktober 1940 bis Ende April 1941 teil.

### Griechischer Bürgerkrieg
Während des Griechischen Bürgerkrieges von März 1946 bis September 1949 befehligte Pattakos griechische Armeeeinheiten gegen die kommunistische Demokratische Armee Griechenlands (DSE). Nach dem Bürgerkrieg wurde er zunächst zum Oberst, im Januar 1963 zum Brigadegeneral befördert. In dieser Eigenschaft kommandierte er die gepanzerte Division in Attika, welche in Goudi stationiert war. Im März 1967 geriet Pattakos wegen des laufenden Prozesses gegen die Offiziere der sogenannten Aspida-Verschwörung in die Schlagzeilen. Er ließ am 22. März den Angeklagten Papageorgopoulos entgegen seinen Vollmachten für fünf Stunden festsetzen.

### Diktatur
Während seiner Dienstzeit in Attika lernte Pattakos den Oberst Georgios Papadopoulos und den Oberst Nikolaos Makarezos kennen, mit denen er in der Nacht vom 20. auf den 21. April 1967 den Militärputsch anführte. Unmittelbar nach dem Putsch wurde Pattakos in der ersten diktatorischen Regierung unter Ministerpräsident Konstantinos Kollias Innenminister. Er war in diesem Amt verantwortlich für die „innere Sicherheit“ und „öffentliche Ordnung“ in Griechenland, hierzu verfolgte er mit den ihm unterstellten Sicherheitsorganen Regimegegner. Der Schauspielerin Melina Mercouri, welche sich öffentlich gegen die Militärjunta stellte, entzog Pattakos die griechische Staatsbürgerschaft. Mercouri erwiderte diese Maßnahme mit dem Ausspruch: 

„Ich wurde als Griechin geboren und werde als Griechin sterben. Herr Pattakos wurde als Faschist geboren und wird als Faschist sterben.“

Seine extrem nationalistische bis faschistoide politische Einstellung wurde durch folgende Ansprache im Jahre 1968 deutlich: 

„Junge Menschen von Griechenland, … Ihr habt Griechenland in Eure Arme geschlossen und euer Credo hat die Bedeutung eines Opfers, aus der Zeit des ‚Kommt und nehmt sie‘ (molṑn labé) des Leonidas, später des ‚ich werde euch nicht die Stadt überlassen‘ des Konstantinos Palaiologos, des ‚Nein‘ von Metaxas und schließlich des ‚Halt oder ich schieße‘ des 21. April 1967 … Die heutige Zeremonie ist eine Wiedertaufe in den Quellen der Tradition unserer Vorfahren; ein Ausdruck des nationalen Glaubens, daß die Rasse der Griechen die größte und beste unter der Sonne ist.“

Bei dem Regierungswechsel am 13. Dezember 1967, bei dem der faktisch mächtigste Mann Georgios Papadopoulos nach dem misslungenen Gegenputsch des Königs Konstantin II. den mit dem König ins Exil geflohenen Konstantinos Kollias als Ministerpräsident ablöste, blieb Pattakos im Amt des Innenministers. Zusätzlich bekleidete er ab dem 13. Dezember 1967 das Amt des stellvertretenden Ministerpräsidenten. Er wurde damit offizieller Stellvertreter von Papadopoulos und löste General Spandidakis in dieser Funktion ab. Pattakos bekleidete das Amt des Innenministers bis zur Umbildung der Regierung Papadopoulos am 25. August 1971: er wurde am 26. August 1971 durch Adamantios Androutsopoulos ersetzt. Das Amt des stellvertretenden Ministerpräsidenten behielt er inne. Am 10. Mai 1973 trat Androutsopoulos vom Amt des Innenministers zurück; Pattakos übernahm das Ressort kommissarisch bis zur Regierungsumbildung vom 8. Oktober 1973.
Nach der Meuterei auf dem griechischen Zerstörer Velos bezichtigte Papadopoulos den im Exil lebenden König der Anstiftung zur Meuterei und setzte ihn ab. In einem anschließenden Referendum über die Staatsform Griechenlands wurde Papadopoulos zum Präsidenten der Republik auf 8 Jahre „gewählt“. Er berief in seiner neuen Eigenschaft als Staatspräsident am 8. Oktober 1973 den Politiker Spyros Markezinis zum neuen Premierminister. Mit dieser Regierungsumbildung verlor Pattakos sowohl das Amt des Innenministers als auch das Amt des stellvertretenden Ministerpräsidenten: einer nachfolgenden Regierung gehörte Pattakos nicht mehr an.
Mit dem Fall der Griechischen Militärdiktatur im Juli 1974 wurde Pattakos verhaftet und anschließend vor Gericht gestellt. In dem Gerichtsverfahren wurde Pattakos wegen Hochverrats zum Tode verurteilt; die Todesstrafe wurde anschließend in lebenslange Haft umgewandelt. 1990 wurde Pattakos aus gesundheitlichen Gründen aus der Haft entlassen. Er starb als letztes Mitglied der ehemaligen Militärjunta am 8. Oktober 2016 im Alter von 103 Jahren.